# جسر راما الثامن
جسر راما الثامن هو جسر معلق على نهر تشاو فرايا في بانكوك، تايلاند. تم بناؤه لتخفيف الازدحام المروري على جسر فرا بينكلاو القريب منه.
استغرق بناء الجسر أربع سنوات إذ بدأت الأشغال من عام 1999 إلى غاية عام 2002 حيث افتتح بتاريخ 7 مايو 2002 ودشن للعموم في 20 سبتمبر من نفس السنة، خلال ذكرى ميلاد الملك الراحل أناندا ماهيدول (راما الثامن)، الذي حمل اسمه. وقد كان أحد أكبر الجسور في العالم في وقت اكتماله.
يمتلك الجسر تصميمًا غير متماثل، به برج واحد في شكل حرف واي (Y) معكوس مقابل للضفة الغربية للنهر. تم ترتيب أسلاكها الأربعة والثمانين على شكل أزواج في صف واحد على جانب امتداد الجسر الرئيسي. يبلغ طول الجسر الرئيسي 300 متر.

## التصميم والبناء
تنقسم بانكوك إلى نهر تشاو فرايا الجزء الشرقي الرئيسي ومنطقة تونبوري في الغرب، مع العديد من الجسور الطرقية التي تربط جانبي المدينة. وبحلول منتصف تسعينات القرن الماضي، أصبح الازدحام المروري على هذه المعابر شديدًا بشكل خاص جسر فرا بينكلاو، الذي كان يعتبر الأسوأ. وباقتراحات ملكية من الملك بوميبول أدولياديج، أجرت إدارة العاصمة بانكوك دراسات لتشييد جسر جديد شمال جسر فرا بينكلاو للتخفيف من الازدحام.
تعاقدت إدارة العاصمة بانكوك مع شركة موت ماكدونالد البريطانية وشركات تايلاندية لإجراء تصاميم ومسح أولي. في عام 1996 بدأت المزايدة على المشروع، لكن توقفت بسبب الأزمة المالية الآسيوية عام 1997. في عام 1998 تم إحياء المشروع بموجب عقد تم توقيعه كمشروع مشترك مع ثلاث شركات مختلفة الجنسية هي :
- شركة شركة بوكلاند اند تايلور الكندية
- شركة الصين للإنشاءات الهندسية
- شركة بي بي إر مقرها سويسرا.
- شركة بي بي دي للبناء مقرها بانكوك.

تم إنجاز تصميم الجسر من قبل مهندسي شركة بوكلاند اند تايلور الكندية مدير المشروع خورخي توريجون وكبير مهندسي التصميم دون بيرغمان. واللذان عمل كلاهما في السابق على جسر أليكس فريزر في فانكوفر، الذي كان أطول جسر معلق في العالم لمدة خمس سنوات بعد اكتماله في عام 1986. وقد تم تنفيذ بناء الجسر من قبل شركة الصين للإنشاءات الهندسية، وقامت شركة بي بي إر السويسرية بتوريد وتركيب الكابلات، فيما تم تصميم معبر الجسر من قبل شركة بي بي دي للبناء.
بدأ بناء الجسر في عام 1999 واكتمل في عام 2002. ثم افتتح للمرور في 7 مايو من نفس العام. سمي الجسر تكريما لشقيق الملك بوميبول، الملك الراحل أناندا ماهيدول، الذي كان يعرف أيضا باسم راما الثامن حيث كان ثامن ملك سلالة شاكري. تم تدشين الجسر من قبل بوميبول أدولياديج في 20 سبتمبر 2002، ذكرى ميلاد أناندا ماهيدول.